# Katja Sporn
Katja Sporn (* 1970 in Aschaffenburg) ist eine deutsche Klassische Archäologin.
Nach dem Abitur am Kronberg-Gymnasium in Aschaffenburg studierte Sporn von 1989 bis 1997 Klassische Archäologie, Philosophie und Alte Geschichte in Heidelberg, Athen und London. 1998 wurde sie in Heidelberg bei Tonio Hölscher mit der Arbeit Heiligtümer und Kulte Kretas in klassischer und hellenistischer Zeit promoviert. 1998/99 erhielt sie das Reisestipendium des Deutschen Archäologischen Instituts.
Von 2000 bis 2002 war Sporn Referentin an der Abteilung Athen des Deutschen Archäologischen Instituts, von 2002 bis 2007 Assistentin am Archäologischen Institut der Universität zu Köln. Ab April 2007 war Sporn Akademische Rätin und Kuratorin der Archäologischen Sammlung der Universität Freiburg, wo sie 2009 mit der Arbeit Das Bild am Grab. Grabrepräsentation und gesellschaftliche Werte in außerattischen Grabreliefs des 5. und 4. Jahrhunderts v. Chr. auch habilitiert wurde. Seit dem 1. Oktober 2010 war sie Professorin für Klassische Archäologie an der Universität Salzburg. Im Januar 2013 wurde sie als Nachfolgerin von Wolf-Dietrich Niemeier zur Direktorin der Abteilung Athen des Deutschen Archäologischen Instituts gewählt und trat ihr Amt im Frühjahr 2014 an. An der Universität München wurde sie zur Honorarprofessorin ernannt.
Sporn beschäftigt sich insbesondere mit den Heiligtümern und Nekropolen des antiken Griechenlands. Sie ist Teil mehrerer Forschungsprojekte in Griechenland, darunter zur Publikation des Fundmaterials aus dem Heiligtum der Aphrodite und des Hermes in Kato Symi Viannou auf Kreta sowie des Demeter-Heiligtums in Oaxos. Sie leitet die Ausgrabungen im Heiligtum von Kalapodi.

## Schriften
- Heiligtümer und Kulte auf Kreta in klassischer und hellenistischer Zeit. Verlag Archäologie und Geschichte, Heidelberg 2002, ISBN 3-935289-01-4.
- als Herausgeberin: Europas Spiegel. Die Antikensammlung im Suermondt-Ludwig Museum Aachen. Reichert, Wiesbaden 2005, ISBN 3-89500-507-X.
- als Herausgeberin: Griechische Grabbezirke klassischer Zeit. Normen und Regionalismen. Akten des Internationalen Kolloquiums Athen, 20.-21. November 2009 (= Athenaia. Band 6). Hirmer, München 2013, ISBN 978-3-7774-2034-9.